# Solayoh
Solayoh – singel białoruskiej wokalistki Alony Łanskiej, napisany przez Marca Paelincka i Martina Kinga, wydany w 2013 roku i umieszczony na debiutanckim albumie studyjnym artystki pod tym samym tytułem.

## Historia utworu

### Wykonania na żywo:EuroFest, Konkurs Piosenki Eurowizji
Utwór reprezentował Białoruś podczas 58. Konkursu Piosenki Eurowizji w 2013 roku. Chociaż finał krajowych eliminacji EuroFest wygrała piosenka „Rhythm of Love”, na początku marca Łanska ogłosiła zmianę eurowizyjnej propozycji na „Solayoh”. 
Wokalistka wystąpiła z jedenastym numerem startowym podczas pierwszego półfinału Konkursu Piosenki Eurowizji, który odbył się 14 maja, kwalifikując się do finału z 7. miejsca. W rundzie finałowej utwór zaprezentowany został jako ósmy w kolejności i zdobył łącznie 46 punktów, które przełożyły się na zajęcie 18. miejsca w klasyfikacji końcowej.
Oprócz anglojęzycznej wersji singla, wokalistka nagrała także utwór w języku rosyjskim

## Lista utworów
Digital download
1. „Solayoh” (Eurovision version) – 3:01
2. „Solayoh” (Karaoke version) – 3:00

The Remixes (EP)
1. „Solayoh” (Soul Piano Remix By Bg Bastards) – 4:04
2. „Solayoh” (Promostella Club Remix) – 5:07
3. „Solayoh” (Philip D. Remix) – 4:48
4. „Solayoh” (Erik Lake Remix) – 4:59
5. „Solayoh” (Erik Lake Vs. Philip D. Remix) – 5:00
6. „Solayoh” (Promostella Radio Club Remix) - 3:07